# Generic Framing Procedure
Generic Framing Procedure (GFP) ist eine Multiplexing-Technik, die in der ITU-T G.7041 definiert ist. Sie ermöglicht es, Datenströme von Anwendungen aus einer höheren Netzwerkschicht über ein Transportnetzwerk wie SDH/SONET zu leiten, wobei die Paketgrößen variabel sein können.

## Variationen
Die Pakete können Protocol Data Unit (PDU)-orientiert sein, wie IP/PPP oder Ethernet Media Access Control, oder sie können blockorientiert sein, wie Fibre Channel. GFP hat zwei Modi: Generic Framing Procedure - Framed (GFP-F) and Generic Framing Procedure - Transparent (GFP-T):
- GFP-F bildet jedes Anwendungspaket in ein einzelnes GFP-Paket ab. GFP-F wird verwendet, wenn vom Protokoll der Anwendung eine Paketierung vorgenommen wird.
- GFP-T dagegen erlaubt es, mehrere 8B/10B block-codierte Anwendungsdatenströme effizient in einen gemeinsamen 64B/65B Block Code zu packen, der mit GFP transportiert wird.

GFP benutzt einen Längen/HEC-basierten Mechanismus, der robuster ist als der von High-Level Data Link Control (HDLC), der auf Single Octet Flags basiert.
Nortel implementiert zwei Arten von GFP-Paketen: Einen GFP Client Frame und einen GFP Control Frame. Ersterer kann wiederum ein Daten- oder ein Management-Frame für die Anwendung sein und transportiert in jedem Fall Anwendungsdaten. Der Control-Frame dagegen transportiert Point-to-Point-Verwaltungsinformation wie Signalverlust usw. Er kann auch lediglich Headerinformationen ohne Nutzdaten enthalten, um Lücken im Datenstrom der Anwendung aufzufüllen, falls diese langsamer sendet, als das Medium transportieren kann. Man spricht auch von Idle Frames.

## Paketformat
Ein GFP-Paket besteht aus:
- Core Header
- Daten Header
- GFP-Nutzdaten
- Optionale Frame Check Sequence (FCS)
- Optionaler Erweiterungsheader.

## Modi
- Framed GFP (GFP-F) nutzt Bandbreite optimal aus, zu Lasten der Latenz. Es kapselt komplette Anwendungspakete (z. B. Ethernet) und versieht sie mit einem GFP-Header.
- Transparent GFP (GFP-T) verwendet man, um block-codierte Daten wie Gigabit Ethernet, Fibre Channel, ESCON, FICON und Digital Video Broadcasting (DVB) mit geringer Latenzzeit zu transportieren. Hier werden gegebenenfalls auch kleinere Gruppen von 8B/10B-Symbolen transportiert, anstelle auf das Erreichen einer kompletten Paketgröße zu warten.